# Święta Synkletyka
Święta Synkletyka, cs./ros. Преподобная Синклитикия Александрийская, (żyjąca w IV wieku; ur. przed 320 w Aleksandrii, zm. przed 400 tamże) – ascetka i pustelnica, jedna z trzech znanych matek pustyni (amma) (obok Sary z IV w. i Teodory z V w.), święta Kościoła katolickiego i święta mniszka (prepodobnaja) Kościoła prawosławnego.

## Żywot świętej
Według informacji zawartych w synaksariach egipskich rodzina przyszłej świętej pochodziła z obszaru greckiej Macedonii, jednak ona sama przyszła na świat już w Aleksandrii, w rodzinie chrześcijańskiej. Jako młoda kobieta straciła dwóch braci, zmarłych w dzieciństwie, zaś jej siostra straciła wzrok. Po śmierci rodziców Synkletyka i jej siostra rozdały cały spadek po nich i rozpoczęły życie ascetek w grobowcu rodzinnym. Synkletyka szybko zyskała sławę świątobliwej ascetki, wiele osób zwracało się do niej z prośbą o porady duchowe. Pustelnica początkowo przyjmowała wszystkich przychodzących do niej, jednak nie ukrywała, że wolałaby żyć w całkowitej samotności i poświęcać cały czas modlitwie. Wokół Synkletyki zgromadziła się grupa kobiet, które zapragnęły ją naśladować. Święta została matką duchową wspólnoty i pozostawała nią do swojej śmierci. Zmarła w wieku ok. 84 lat.

## Dzieła
Zachowało się 27 apoftegmatów przypisywanych Synkletyce, ponadto już w V wieku powstał jej żywot. Szczególną cechą jej zaleceń duchowych jest nacisk kładziony na dążenie do powściągliwości rozumianej jako zrównoważone i spokojne nastawienie do życia. Podkreślała konieczność zachowania rozsądku w doborze ćwiczeń duchowych; trudności spotykane w życiu świeckim uważała za ćwiczenie ascetyczne warte tyle, co podejmowane z własnej inicjatywy np. posty. W związku z tym uważała, że każdy powołany jest do świętości, niezależnie od tego, czy pozostaje w stanie świeckim, czy duchownym. Twierdziła, że ucieczka na pustynię nie jest niezbędna dla osiągnięcia doskonałości duchowej:

Można bowiem, przebywając w tłumie, żyć jak mnich, a żyjąc samotnie, umysłem przebywać wśród tłumów.

Innym wezwaniem powtarzającym się w jej apoftegmatach było podkreślanie konieczności stałego zmagania się z pokusami, które jej zdaniem wzrastały w miarę postępów w ascezie.

## Kult
Wspomnienie liturgiczne św. Synkletyki obchodzone jest w Kościele katolickim 5 stycznia.
Kościoły greckokatolickie oraz Cerkiew prawosławna, posługujące się w liturgii kalendarzem juliańskim, wspominają Świętą 5/18 stycznia, tj. 18 stycznia według kalendarza gregoriańskiego.